# Friedrich Wilhelm Lübke Kog
Friedrich Wilhelm Lübke-Kog (dansk) eller Friedrich-Wilhelm-Lübke-Koog (tysk) er en by og kommune i det nordlige Tyskland under Kreis Nordfriesland i det nordvestlige Sydslesvig i delstaten Slesvig-Holsten.
Kommunen er lokaliseret i og navngivet efter kogen, der blev færdiggjort i 1954 og navngivet efter Slesvig-Holstens tidligere ministerpræsident Friedrich-Wilhem Lübke, der døde samme år. Kogen blev i efterkrigstiden boområde for mange fordrevne fra de tidligere tyske østområder.
Kommunen samarbejder på administrativt plan med andre kommuner i Sydtønder kommunefællesskab (Amt Südtondern).